# Воля
Во́ля — потреба у подоланні труднощів.

## Визначення
Різні визначення волі:
1) здатність (дар), за допомогою якої розум робить вибір своїх цілей дії та керує зусиллями у виконанні своїх прагнень; у популярному вжитку, вибір, намір або кероване намагання;
2) вчинок чи досвід застосування цієї здатності; хотіння або вибір; 
3) міцне прагнення; практичний ентузіазм; сила особистості (Він працює з волею); самоконтроль; 
4) те, що було вирішено чи зважено; мета; 
5) сила владно завершити справу; свобода дій; 
6) (в праві) юридична декларація намірів людини щодо свого майна після своєї смерті; письмовий документ, яким хтось проголошує свої бажання щодо розподілу власності; 
7) свідома схильність щодо якоїсь мети чи бажання; 
8) вимога або наказ.

## Позбавлення волі
Позбавлення волі (індукована абулія) - вилучення такої потреби, рефлекс рабства (за І.Павловим). 

## Методи вироблення сильної волі
Китайська філософія бойових мистецтв вчить, що для вироблення сильної волі звичайно потрібний час. Відбувається боротьба між емоційним розумом та розумом мудрості. Якщо розум мудрості керує всією сутністю людини, то вона може придушувати всяке хвилювання, що походить від емоційного розуму і для такої волі буде менше завад. Сила волі залежить від щирості прагнення до мети. Це прагнення має бути цілеспрямованим і мати глибинний характер.

## Синоніми волі
- Рішення
- Бажання
- Настрій
- Нахил (схильність)
- Рішучість
- Хотіння
- Жадання
- Витримка

## Воля у філософії
В історико-філософській традиції виразно проявляються дві тенденції трактування феномену воля:
- з одного боку воля інтерпретується як продукт зовнішньої детермінації, природа якої розуміється як фізіологічна, психологічна, соціальна чи трансцендентна (залежно від загальної спрямованості концепції); феномен воля в рамках даних філософських теорій, як правило, не акцентується і практично не виступає предметом спеціального філософського розгляду.
- Другий вектор філософської традиції пов'язаний в цьому контексті з інтерпретацією волі як фінально автохтонного феномена, атрибутивною характеристикою якого виступає самодостатня свобода, і який визначає сутність буття і формує його, що задає в історії філософії таку самостійну традицію, як волюнтаризм. У концепціях постмодерну поняття воля використовується для позначення принципово вільної і не обмеженої дискурсивними правилами суб'єктивності, що не конституюється, однак, як суб'єкт як такий і яка протистоїть традиційній інтерпретації останнього («номадичні сингулярності» Дельоза, наприклад). Як універсалія культури воля аксіологічно акцентується у ряді національних традицій, осмислена як апофеоз свободи (див. традиційна російська «воля вільна», як зняття будь-яких просторових і нормативних кордонів — на відміну від зрозумілої як результат раціонально обґрунтованих обмежень свободи, або як феномена, що не збігається зі свободою). У даному випадку воля трактується як іманентний людині стан на відміну від свободи як результату свідомого подолання несвободи у свідомому зусиллі[1].